# 黃中平
黃中平，台灣知名音樂錄影帶導演。作品為許多華語藝人製作音樂錄影帶、微電影、CF廣告、平面攝影等。曾多次入圍金曲獎提名，並於第11屆金曲獎、第26屆金曲獎兩度拿下最佳音樂錄影帶獎。

## 獎項
| 年份   | 屆數         | 獎項                 | 作品                       | 結果 |
| ------ | ------------ | -------------------- | -------------------------- | ---- |
| 2015年 | 第26屆金曲獎 | 最佳音樂錄影帶獎     | 魏如萱《在不確定的世界裡》 | 獲獎 |
| 2005年 | 第16屆金曲獎 | 最佳音樂錄影帶導演獎 | 孫燕姿《奔》               | 入圍 |
| 2004年 | 第15屆金曲獎 | 最佳音樂錄影帶導演獎 | 王菲《不留》               | 入圍 |
| 2002年 | 第13屆金曲獎 | 最佳音樂錄影帶獎     | 孫燕姿《風箏》             | 入圍 |
| 2000年 | 第11屆金曲獎 | 最佳音樂錄影帶獎     | 范曉萱《我要我們在一起》   | 獲獎 |

## 作品
- 晨悠：《你憑什麼更幸福呢》
- 徐暐翔：《此生最美的錯》
- Ozone：《痛苦擁抱》
- 同理：《That's Called Life》、《烏有》、《Beautiful Night feat.王淨》
- 王傑：《一場遊戲一場夢(結束篇)》、《黯然離別》
- PINK FUN：、《愛喲LOVE LOVE》、《Cappuccino》
- 陳信宏 ╳ 白安 ╳ 告五人：《我們都活在進化之中》
- 劉若英：《縮影》
- 張若凡：《我陪你好嗎》、《非必要的美好小事》、《死性不改》、《等待被理解的人》、《小鳥》
- 李佳歡：《情歌沒說的事》
- 李佳薇：《墜落》
- 白安：《白色》、《剛好》
- 艾薇：《失重前幸福》
- 蔡佩軒：《回不去的海》
- 邵雨薇：《微雨》
- 傅又宣：《愛·這件事情》
- 魏嘉瑩：《孤獨的森林》、《花香(音樂故事) feat.鼓鼓》、《我不在意你曾經吻過誰 feat.琳誼Ring》
- 閻奕格：《我有我自己》
- A-Lin：《罪惡感》、《大大的擁抱》、《聊聊天》
- 畢書盡：《都是你害的》
- BY2：《當時的我們》、《你沒愛過我》、《Cat and Mouse》、《不哭了》、《你並不懂我》、《2020 愛你愛妳》、《一樣愛著你》、《愛上你》
- F.I.R.：《無限》、《Fly Away》、《天天夜夜》
- FS：《兩個太陽》、《可不可以你也剛好喜歡我》
- Roomie：《愛我像從前一樣》
- S.H.E：《像女孩的女人》、《五月天》、《安靜了》、《你不會》、《我愛雨夜花》、《月光手札》
- 潘裕文：《夏雨詩》
- SIGMA：《世界這麼亂》
- 丁噹：《我就是喜歡這樣》、《不是你的錯》、《偷偷的愛》、《踹來共》、《冷血動物》、《突然想愛你》、《他說你沒用》
- 八三夭：《最好的結局》、《我怎麼哭了》
- 小男孩樂團：《天降辣妹》
- 五月天：《將軍令》、《由我們主宰》、《私奔到月球》、《洗衣機》、《星空》、《放肆》、《爆肝》、《瘋狂世界 MaydayBlue20th》
- 井柏然：《暖暖手》、《愛情掉在哪裡》
- 太妃堂：《CHEESE》、《斷》
- 王心凌：《當你》、《愛你》、《月光》、《明天見》、《花的嫁紗》、《HONEY》、《DA DA DA》、《睫毛彎彎》、《我會好好的》、《彩虹的微笑》、《黃昏曉》、《那年夏天寧靜的海》、《衣櫥的秘密》、《迷你電影》、《熱愛》、《這就是愛》、《Hi Hi Bye Bye》、《因為是你》、《美麗的日子》、《愛太空》、《陪我到以後》、《黏黏黏黏》、《心靈的冒險》、《對賭》、《星願》
- 王詩安：《早熟》
- Olivia Ong：《You and Me》
- 古巨基：《怪物》、《找到你是我最偉大的成功》、《讓時間說愛》
- 田馥甄：《你太猖狂》、《日常》
- 任家萱：《3.1415 ...》、《看我的》
- 光良：《那些愛過的事》
- 朱俐靜：《My Way》
- 江語晨：《最後一頁》
- 自由發揮：《HappyMaMA》
- 乱彈阿翔：《電光水母》、《承諾》
- 吳克群： 《不會痛的不叫愛情》、《NANANA》、《為你寫詩》
- 吳青峰： 《失憶鎮》、《費洛蒙小姐》、《最難的是相遇》、《沙灘上的佛洛一德》、《……千與千尋》、《……老頑固博士》、《……醉鬼阿Q》、《……侏儒之舞》、《……小王子》、《……睡美人》
- 吳思賢：《最大的缺點》
- TANK：《給我你的愛》、《我們小時候》、《專屬天使》、《非妳莫屬》、《如果我變成回憶》
- 李千娜：《愛到站了》、《說實話》
- 李玟： 《斷了》
- 李玖哲：《想太多》、《死結》、《不，完美》、《牢》
- 李唯楓：《捨不得》
- 李煒：《只是懷舊》、《REMOLD 脫胎換骨》
- 李榮浩：《二三十》、《不搭》、《耳朵》、《我看著你的時候》、《在一起嘛好不好》、《對等關係》、《烏梅子醬》、《走走》、《輕輕田園系》
- 李劍青：《為你平定的天下》
- 李蕙敏：《在屋頂唱歌》
- 李鑫一：《就讓我走》
- 汪東城：《假裝我們沒愛過》
- 辛曉琪：《當大雨過後》
- 那英：《我的幸福剛剛好》
- 周杰倫：《完美主義》、《忍者》、《簡單愛》、《安靜》、《晴天》
- 周華健：《女人如花》
- 周傳雄：《乏味》、《傷心酒杯》
- 周慧敏：《依靠》、《肋骨》
- 周興哲：《This Is Love》、《愛情教會我們的事》
- 弦子：《給我你的手》
- 林憶蓮《纖維》
- 林志玲：《美麗的力量》
- 林凡：《Time After Time》
- 林昕陽：《讓我嫉妒》
- 林俊傑：《手心的薔薇》、《不存在的情人》、《第幾個100天》、《愛笑的眼睛》、《記得》、《關鍵詞》、《黑夜問白天》、《因你而在》、《願與愁》
- 林宥嘉：《神秘嘉賓》、《感同身受》、《想自由》、《越反越愛》、《那首歌》、《一點點》、《壞與更壞》、《少女》、《誰不想》、《討罵的 直到今天還是不願對你說髒話》
- 泳兒：《普通朋友》
- 炎亞綸：《這不是我》、《台北沉睡了》、《被忘錄》、《紀念日》、《可能妳還愛我》、《只看見妳》
- 邱鋒澤：《菲尼克斯》、《傷者》、《拿個回憶做什麼》
- 品冠：《蜿蜒》
- 宥勝：《笨蛋》
- 星光幫：《因為我相信》
- 柳翰雅：《閨蜜蜜》、《火鍋爽》
- 胡夏：《愛情離我一公尺》
- 范瑋琪：《傻的可以》、《暮光》、《尋找》、《最初的夢想》、《那些花兒》、《絕密》、《一比一》、《一個像夏天 一個像秋天》、《讓我們自由》、《黑白配》、《我們的紀念日》、《一顆心的距離》、《是非題》、《哲學家》
- 郁可唯：《傷不起》、《沉溺循環》
- 韋禮安：《沉船》、《在你身邊》、《兩腳書櫥的逃亡》
- 飛輪海：《不會愛》
- 倪安東：《惡夢》
- 孫子涵：《像我這樣的少年》、《總是那麼傻》
- 孫盛希：《跟你住》
- 孫燕姿：《日落》、《天天年年》、《我很愉快》、《RADIO》、《天使的指紋》、《克卜勒》、《時光小偷》、《180度》、《逆光》、《原來你什麼都不想要》、《我也很想他》、《奔》、《慢慢來》、《遇見》、《懶得去管》、《我要的幸福》、《相信》、《愛從零開始》、《神奇》、《雨天》、《練習》、《懂事》、《未完成》、《休止符》、《完美的一天》、《silent all these years》、《作戰》
- 家家：《塵埃》、《填空》、《在家裡》
- 容祖兒：《樂觀》
- 徐良：《幻滅》
- 徐佳瑩：《高空彈跳》、《明天的事情》、《喔伊細》、《綠洲》、《極限》
- 徐若瑄：《敬女人》、《藍色聖誕節》、《Hi》、《翅膀》
- 袁婭維： 《旅行中忘記》
- 袁詠琳：《很旅行的愛情》、《雨後天空》
- 動力火車：《路人甲》、《愛到瘋癲》
- 張傑：《螢火蟲》、《愛伊攜帶汝》
- 張惠妹：《記得》、《我最親愛的》、《離別總是那麼突然》
- 張智成：《凌晨三點鐘》
- 張棟樑：《怎麼會哭》
- 張韶涵：《偶爾》、《白白的》、《隱形的翅膀》、《潘朵拉》、《喜歡你沒道理》、《猜不透》、《手心的太陽》、《MaMa MaMa》、《夢裡花》、《寓言》、《都只因為你》、《我的最愛》、《I started a joke》、《其實很愛你》、《樣子》、《能不能勇敢說愛》、《不想懂得》、《不害怕》、《全面淪陷》
- 張學友：《你說的》、《用餘生去愛》
- 戚薇：《我的新鮮女友》、《你是對的人》
- 曹格：《愛愛》、《姑娘》、《兩隻戀人》、《3-7-20-1》
- 梁心頤：《我不再怕》
- 梁文音：《我們會再見》、《親愛的,是我》 、《自然の顏》
- 梁靜茹：《閃亮的星》、《分手快樂》、《Beautiful》 、《給未來的自己》、《還是好朋友》、《類情人》、《如愛所願》
- 深白色：《魚在水裡哭》、《花火》
- 莫文蔚：《看看》
- 許茹芸：《最難的是相遇》、《我留下的一個生活》、《健忘》
- 許嵩：《彈指一揮間》、《驚鴻一面》、《山水之間》
- 許莉潔：《不就範》、《痊癒》
- 郭雪芙：《愛過》
- 郭書瑤：《愛的告白》、《好姊妹》
- 郭靜：《還有什麼好在意》、《嫁妝》、《在樹上唱歌》、《我不想忘記你》、《下一個天亮》、《分手看看》
- 郭修彧：《抽象圖》
- 陳立農: 《我夢見你》、《天堂沒有眼淚》
- 陳芳語：《Never Change》
- 陳威全：《不做壞人很久了》
- 陳嘉樺： 《信愛成癮》
- 陳綺貞：《家》
- 傅又宣：《再一步》、《愛．這件事情》
- 彭佳慧：《Shut Up》、《大齡女子》、《一家 伙仔》、《被放棄的你》
- 曾靜玟：《別說我不懂》
- 曾沛慈：《偏愛》、《謎之音》
- 游鴻明： 《許願之丘》、《最遠的身邊》、《夫妻脸》
- 游宇潼： 《安全島》
- 黃鴻升：《我來自那顆星》
- 楊千嬅：《我愛壞人》《女人三十》《醒了》
- 楊乃文：《女爵》《粉筆做的手》《如一》《路痴》
- 楊丞琳：《失憶的金魚》、《天使之翼》、《為愛啟程》、《重新認識我》、《愛唷》
- 楊宗緯：《蠻荒情場》
- 溫嵐：《腦海有浪》、《聽我唱歌》、《逆流的淚》
- 葉穎：《愛情門徒》
- 廖語晴：《愛 喔愛》
- 劉子千：《都是愛》
- 劉若英：《幸福不是情歌》、《我們沒有在一起》、《陪伴者》
- 劉偉德：《Tell Me Why》、《誰關了陽光》
- 歐漢聲：《一下子》
- 蔡依林：《詩人漫步》、《天空》、《最終話》、《什麼樣的愛》
- 蔡健雅：《失語者》、《晨間新聞》、《芬蘭距離》
- 蔡淳佳：《我是我》
- 蔡琴：《團圓》
- 蔣卓嘉：《預告》
- 鄧紫棋：《瞬間》《一路逆風》《別勉強》
- 鄧福如：《自成一派》
- 蕭亞軒：《吻》、《放愛情一個假》
- 蕭秉治：《痛快世代》
- 蕭敬騰：《以愛之名》
- 蕭煌奇：《感謝你愛我》、《過我的生活》、《男人有淚》
- 琳琳：《戰豆》
- 戴佩妮：《愛在被愛之前》、《賊》
- 戴愛玲：《一無所懼》、《我不離開》
- 薛之謙：《紳士》、《演員》、《下雨了》、《小孩》、《一半》、《初學者》、《剛剛好》、《我好像在哪見過你》、《高尚》、《我害怕》、《別》、《渡》、《像風一樣》、《怪咖》、《肆無忌憚》、《慢半拍》、《塵》
- 謝和弦：《愛不需要裝乖》、《本事》、《我不是白馬王子》
- 謝金燕：《姐姐》、《要發達》、《蹦X趴》、《TURN口罩》
- 鍾欣潼：《一輩子》
- 魏如萱：《在不確定的世界裡》、《紙黏土》
- 魏嘉瑩：《空氣槍》
- 羅志祥：《惜命命》、《未完的承諾》、《空中飛人》、《愛。不用說》、《不具名的悲傷》、《羅志祥》
- 信：《冷火》、《我恨你》、《火燒的寂寞》
- 蘇盈之：《過得去》
- 蘇慧倫：《不想想太多》《安和》《抬头纹》《行前準備》
- 蘇打綠：《融雪之前 (蘇打綠版)》《早點回家(蘇打綠版)》
- 魔幻力量：《天機》、《空中飛人》
- 龔詩嘉：《再一次擁有》
- 黃立行：《無神論》
- 火箭少女101：《Light》
- 余佩真：《留》、《丁酉年正月二十一》
- 黃偉晉: 《背光旅行》、《北極光》
- 黃玠瑋: 《冰山》、《Little Present》
- 殷悅: 《愛多少早知道》
- 陶喆: 《Melody》、《Catherine》、《就是愛你》、《黑色柳丁》、《月亮代表誰的心》
- 陳梓童：《ANYTHING YOU WANT feat.吳宇恒》
- 鼓鼓 呂思緯：《他一定喜歡你》

## 外部連結
- JP Huang Studio （页面存档备份，存于）
- 黃中平導演工作室的Facebook專頁